# Christophe Borgel

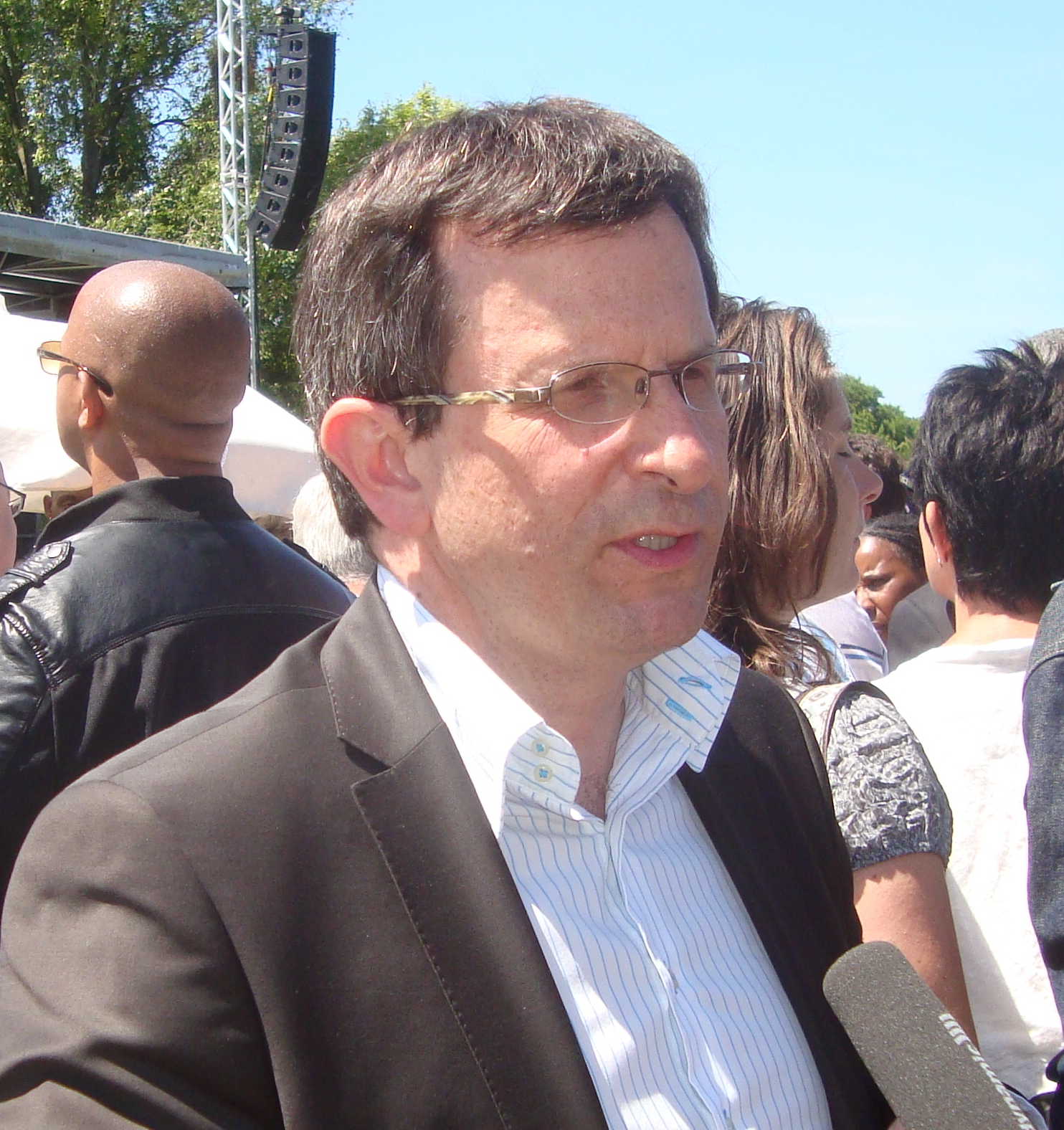
Borgel 2011

Christophe Borgel (* 3. September 1963 in Poitiers) ist ein französischer Politiker. Er ist seit 2012 Abgeordneter der Nationalversammlung.
Borgel, der einen Teil seiner Kindheit in Algerien verbrachte, studierte in Lyon Biologie. Als solcher war er Mitglied der UNEF-ID, zu deren Vorsitzenden er 1988 gewählt wurde. Darüber hinaus war er Mitbegründer der Studentenvereinigung Afev. Borgel, der 1986 in die Parti socialiste eingetreten war, wurde 1995 zum stellvertretenden Bürgermeister des 19. Arrondissements von Paris gewählt. Von 1998 bis 2002 war er als Berater im nationalen Bildungsministerium tätig. Danach war er mit der Wahl zum stellvertretenden Bürgermeister von Villepinte wieder in der lokalen Politik aktiv. 2010 zog er zudem in den Regionalrat der Region Île-de-France ein. Bei den Parlamentswahlen 2012 trat er im neunten Wahlkreis des Départements Haute-Garonne an. Er konnte sich in der zweiten Runde mit 64,7 % der Stimmen durchsetzen und zog in die Nationalversammlung ein.